# Дарджер, Генри
Генри Дарджер (или Даргер; англ. Henry Darger, 12 апреля 1892, Чикаго — 13 апреля 1973, Чикаго) — американский андерграундный художник-иллюстратор и писатель, автор тысячестраничных фэнтезийных романов, остающихся неопубликованными. Его иллюстрации к собственным книгам являются одними из наиболее известных образцов ар-брют.

## Биография
Мать Дарджера умерла, когда ему было 4 года. После смерти матери маленький Генри жил с отцом, пока тот мог заботиться о ребёнке. В 1900 году тяжело больной отец Дарджера был помещён в католическую миссию для пожизненного проживания.
После этого Генри оказался в католическом приюте для мальчиков города Линкольна (штат Иллинойс). Дарджер хорошо учился, неплохо рисовал и увлекался историей Гражданской войны в США. Но учителя его не любили, так как он нередко исправлял их ошибки, а одноклассники не любили его за то, что во время уроков и на переменах он издавал «странные звуки» носом и ртом. Позднее ему поставили ещё один «диагноз» — «мастурбация».
В итоге Дарджера признали слабоумным и перевели в специальный интернат для умственно отсталых. Там персонал нередко избивал детей за проступки. Дарджер пытался бежать оттуда. Один раз его поймали пастухи фермы, на которой воспитанники работали во время летних каникул, после чего мальчика в наказание привязали к лошади и заставили несколько километров бежать за ней до фермы. Во второй раз Дарджер запрыгнул в товарный поезд, но, испугавшись грозы, сам сдался полицейским на первой же станции.
В итоге в 1908 году шестнадцатилетний Дарджер с ещё двумя детьми всё же успешно бежал из интерната и вернулся в родной Чикаго. Он устроился на низкооплачиваемую работу санитаром в католической больнице, где проработал около 50 лет.
Дарджер вёл одинокую, однообразную и затворническую жизнь. Только незадолго до его смерти выяснилось, что он в течение многих лет работал над книгой о войне детей-рабов против жестоких поработителей. Полный текст этой книги составил 15 143 страницы. Эта книга иллюстрирована несколькими сотнями рисунков, при создании которых Дарджер использовал вырезки из газет и журналов, коллаж, акварель и карандаш. Пейзажи Дарджер рисовал самостоятельно, а фигуры людей вырезал из журналов и покрывал краской.
В последние годы жизни Дарджер разговаривал с самим собой или с людьми, которые, как ему казалось, присутствовали в помещении, собирал на улице старые газеты, коробки, бечёвку, клубки которой мог часами распутывать у себя в квартире. Он уволился из больницы и жил на пособие по безработице, большую часть которого тратил на увеличение фотонегативов, которые вклеивал в свои картины. В 1972 году соседи поместили его в дом престарелых.
После переезда Дарджера в дом престарелых его домовладелец Натан Лернер при очистке квартиры, где жил Дарджер, от всякого собранного им хлама нашёл картины и рукопись книги Дарджера. Несколько раз Лернер навещал Дарджера в доме престарелых и пытался поговорить с ним о его работах. Но Дарджер попросил Лернера уничтожить их. Позже, однако, по словам Лернера, Дарджер разрешил ему оставить работы себе.
В 1973 году Дарджер умер и был похоронен на кладбище для бедных.

## Творчество
Действие романа Дарджера, который он назвал «История девочек Вивиан в стране, известной как царство нереального, и Гландолинско-Ангелианского военного шторма, вызванного восстанием детей-рабов» (The Story of the Vivian Girls, in What is known as the Realms of the Unreal, of the Glandeco-Angelinnian War Storm, Caused by the Child Slave Rebellion), происходит на некоей вымышленной планете в стране Гландолинии, где дети поднимают восстание против поработивших их падших католиков. Этот бунт возглавляют семь девочек-сестёр — Виолетта, Джойс, Дженни, Кэтрин, Хэти, Дейзи и Евангелина, которым помогает дракон. После четырехлетней войны дети побеждают, однако большинство из них погибает во время сражений.
Прототипы своих персонажей Дарджер зачастую заимствовал из «Волшебника страны Оз» и «Хижины дяди Тома». Особое внимание в своем романе Дарджер уделял военным сценам: он даже придумывал марши, под которые воюющие стороны выходят на поле боя и в специальной тетрадке вёл подсчет погибших героев и военной техники, используемой во время сражений. Творение Генри Дарджера сравнивают по объёму, обилию персонажей и уровню жестокости с аниме-сагой «Сейлор Мун», «Хрониками Нарнии» и «Игрой престолов».
Дарджер подробно описывал страдания своих героев, которых подвергают разнообразным пыткам. Жестокие сцены он описывал детально, но сентиментальным, даже слащавым языком. Исследовательница творчества художника Оливия Лэнг пишет, что взгляд героев Дарджера на иллюстрациях к роману всегда мученический, сострадающий или безучастный. Сочетание ужаса на лицах пытаемых девочек и равнодушия в глазах их мучителей вызывает тяжелое впечатление.
На иллюстрациях Дарджера его «девочки-воительницы» часто изображены обнажёнными, но исследователи полагают, что это связано не столько с эротикой, сколько с тем, что нагота его героинь символизирует их чистоту и беззащитность перед миром жестоких взрослых.
Интерес к теме жестокости, изображения обнажённых детей и затворнический образ жизни дали повод говорить о возможном психическом расстройстве Дарджера, его скрытом сексуальном садизме. Биограф Дарджера психолог Джон Макгрегор даже считал Дарджера потенциальным серийным убийцей, который сдерживал свои садистские порывы, сублимируя их в своём творчестве. Позже Макгрегор, правда, смягчил свой заочный диагноз, заявив, что у Дарджера был синдром Аспергера.
Но исследователь Майкл Мун считает, что в работах Дарджера нет чрезмерной агрессии, а сцены пыток Дарджер позаимствовал из религиозной литературы о мучениках. Считают также, что из-за своего тяжелого детства Дарджер страдал тяжелейшим посттравматическим стрессовым расстройством, с которым боролся, придумывая себе «героических защитниц».

## Судьба наследия

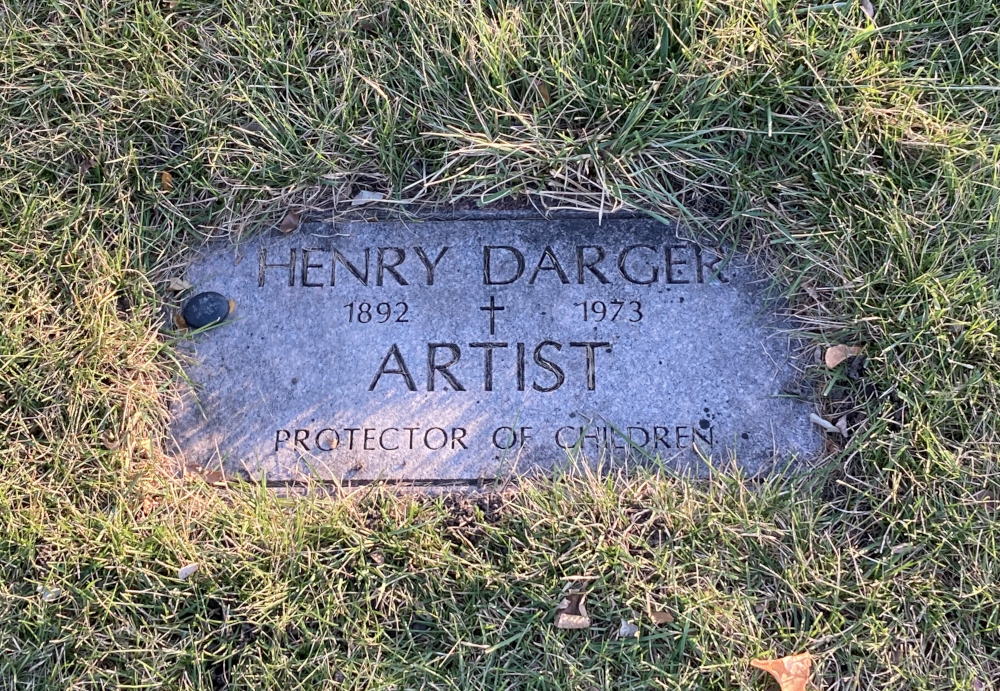
Могила Генри Дарджера

Лернер, бывший фотографом, опубликовал часть работ Дарджера. К Дарджеру пришла посмертная слава. Дарджер стал культовой фигурой американской контркультуры (литературы, музыки, кино и др.). Многостраничный роман Дарджера до сих пор остается неопубликованным, хотя его содержание известно.
По мотивам его творчества написана поэма Джона Эшбери «Девичья беготня» (1994). По мнению критиков, в фильме «Бархатная бензопила» (2019) образ умершего художника, в квартире которого после его смерти были найдены тысячи рисунков, был навеян судьбой Генри Дарджера.
В 2019 году его панно At Jennie Richee, Escape During Approach of New Storm было продано на аукционе Sotheby’s за $350 тысяч.
На надгробии Дарджера почитатели поместили надпись «Художник. Защитник детей».